# Anthony Kennedy (bíró)
Anthony McLeod Kennedy (Sacramento, 1936. július 23. – ) az Amerikai Egyesült Államok Legfelsőbb Bíróságának bírája volt 1988-tól 2018-as nyugdíjba meneteléig.